# Четек (Вісконсин)
Четек (англ. Chetek) — місто (англ. city) в США, в окрузі Беррон штату Вісконсин. Населення — 2172 особи (2020).

## Географія
Четек розташований за координатами 45°18′58″ пн. ш. 91°39′12″ зх. д. / 45.31611° пн. ш. 91.65333° зх. д. (45.316084, -91.653246).  За даними Бюро перепису населення США в 2010 році місто мало площу 8,10 км², з яких 6,27 км² — суходіл та 1,83 км² — водойми.

## Демографія
Згідно з переписом 2010 року, у місті мешкала 2221 особа в 951 домогосподарстві у складі 564 родин. Густота населення становила 274 особи/км².  Було 1104 помешкання (136/км²).
Расовий склад населення:
| - 97,4 % — білих - 0,4 % — корінних американців - 0,3 % — азіатів - 0,2 % — чорних або афроамериканців |

До двох чи більше рас належало 0,9 %. Частка іспаномовних становила 1,8 % від усіх жителів.
За віковим діапазоном населення розподілялося таким чином: 21,1 % — особи молодші 18 років, 53,9 % — особи у віці 18—64 років, 25,0 % — особи у віці 65 років та старші. Медіана віку мешканця становила 44,7 року. На 100 осіб жіночої статі у місті припадало 84,9 чоловіків;  на 100 жінок у віці від 18 років та старших — 81,1 чоловіків також старших 18 років.
Середній дохід на одне домашнє господарство  становив 42 113 долари США (медіана — 36 234), а середній дохід на одну сім'ю — 50 071 долар (медіана — 41 250). Медіана доходів становила 34 550 доларів для чоловіків та 34 375 доларів для жінок. За межею бідності перебувало 16,0 % осіб, у тому числі 21,0 % дітей у віці до 18 років та 14,8 % осіб у віці 65 років та старших.
Цивільне працевлаштоване населення становило 940 осіб. Основні галузі зайнятості: виробництво — 27,3 %, освіта, охорона здоров'я та соціальна допомога — 13,0 %, науковці, спеціалісти, менеджери — 12,2 %, роздрібна торгівля — 11,7 %.